# المنطقة الرابعة للولاية التاريخية الخامسة
المنطقة الرابعة للولاية التاريخية الخامسة تأسست بموجب قرارات مؤتمر الصومام في 20 أوت 1956

## تاريخ
حيث عرفت تنظيما محكما وصرامة في اتخاذ القرارات خلال الفترة الممتدة من 1956 إلى 1962 انعكس على نشاط الثورة فيها ، فبعد فترة الركود التي مرت بها المنطقة بعد اندلاع الثورة عرفت بعد سنة 1956 نشاطا ثوريا متزايدا ضد الأهداف العسكرية والاقتصادية للاستعمار الفرنسي في مناطق الظهرة والونشريس ومختلف مدن المنطقة مما أدى إلى استنزاف قواته رغم محاولاتها للقضاء على الثورة بالمنطقة بإتباع حرب إبادة شاملة، وبذلك ساهمت المنطقة في المجهود الحربي للثورة التحريرية.
'